# Tavaux-et-Pontséricourt
Tavaux-et-Pontséricourt è un comune francese di 604 abitanti situato nel dipartimento dell'Aisne della regione dell'Alta Francia.

## Società

### Evoluzione demografica
Abitanti censiti